# 马耀南 (1930年)
马耀南（1930年—2020年3月13日），回族，甘肃平凉人，中国书画家，中国国民党革命委员会原中央委员会委员。

## 生平
1930年生于平凉。1949年春，考入中华民国国军陆军训练班，毕业后被分配到国军联勤总部无线电三区台任少尉。1949年9月，在酒泉随部起义，后入西北人民革命大学兰州分校学习，加入中国国民党革命委员会。1979年后，任甘肃省政协常务委员，中国国民党革命委员会甘肃省委员会副秘书长、副主任委员兼秘书长、副主任委员兼祖国统一联络工作委员会主任等职。1987年2月增选为中国国民党革命委员会第六届中央委员会委员。晚年任青海河湟书画研究院名誉院长、平凉民族文化研究会名誉会长等职。
2020年3月13日23时3分在平凉病逝。